# Henry Maske
Henry Maske (Treuenbrietzen, 6 gennaio 1964) è un ex pugile e attore tedesco, che ha combattuto, sino al 1989, per la Repubblica Democratica Tedesca (Germania Est). Da professionista è stato campione del mondo IBF dei mediomassimi (1993-1996).

## Carriera pugilistica

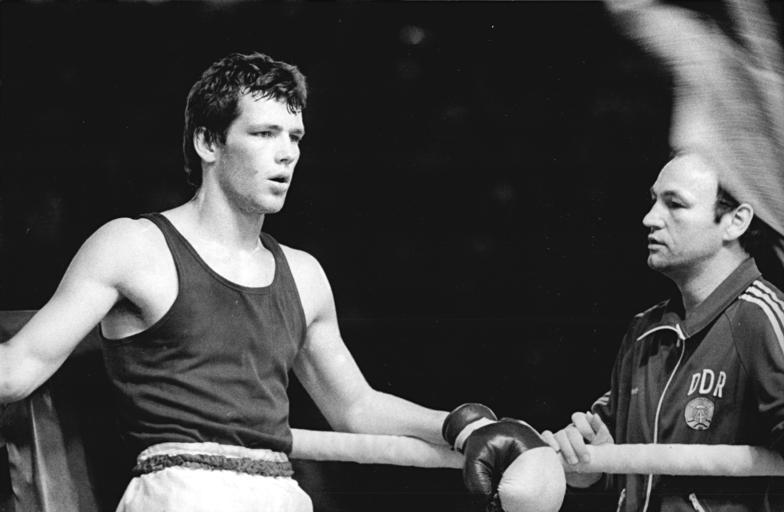
Henry Maske e il suo allenatore Manfred Wolke (1983)

### Olimpiadi
- 1 medaglia:
  - 1 oro (Seul 1988 nei pesi medi)[1]

### Mondiali dilettanti
- 2 medaglie:

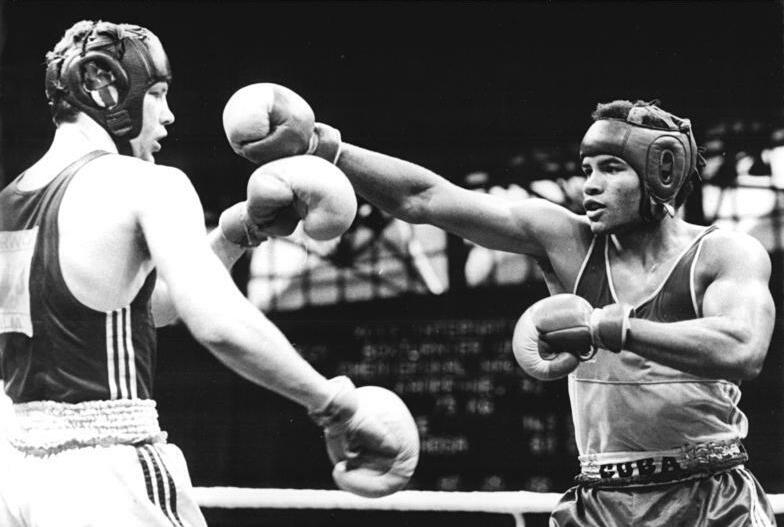
Henry Maske (a sinistra) vs. Angel Espinosa (1988)

  - 1 argento (Reno 1986 nei pesi medi). Fu sconfitto ai punti (5-0) dal cubano Angel Espinosa[2] da cui fu battuto anche altre due volte in carriera.
  - 1 oro (Mosca 1989 nei pesi mediomassimi)[3]

### Europei dilettanti
- 3 medaglie:
  - 3 ori (Budapest 1985 nei pesi medi[4]; Torino 1987 nei pesi medi[5]; Atene 1989 nei pesi medi)[6]

### Professionista

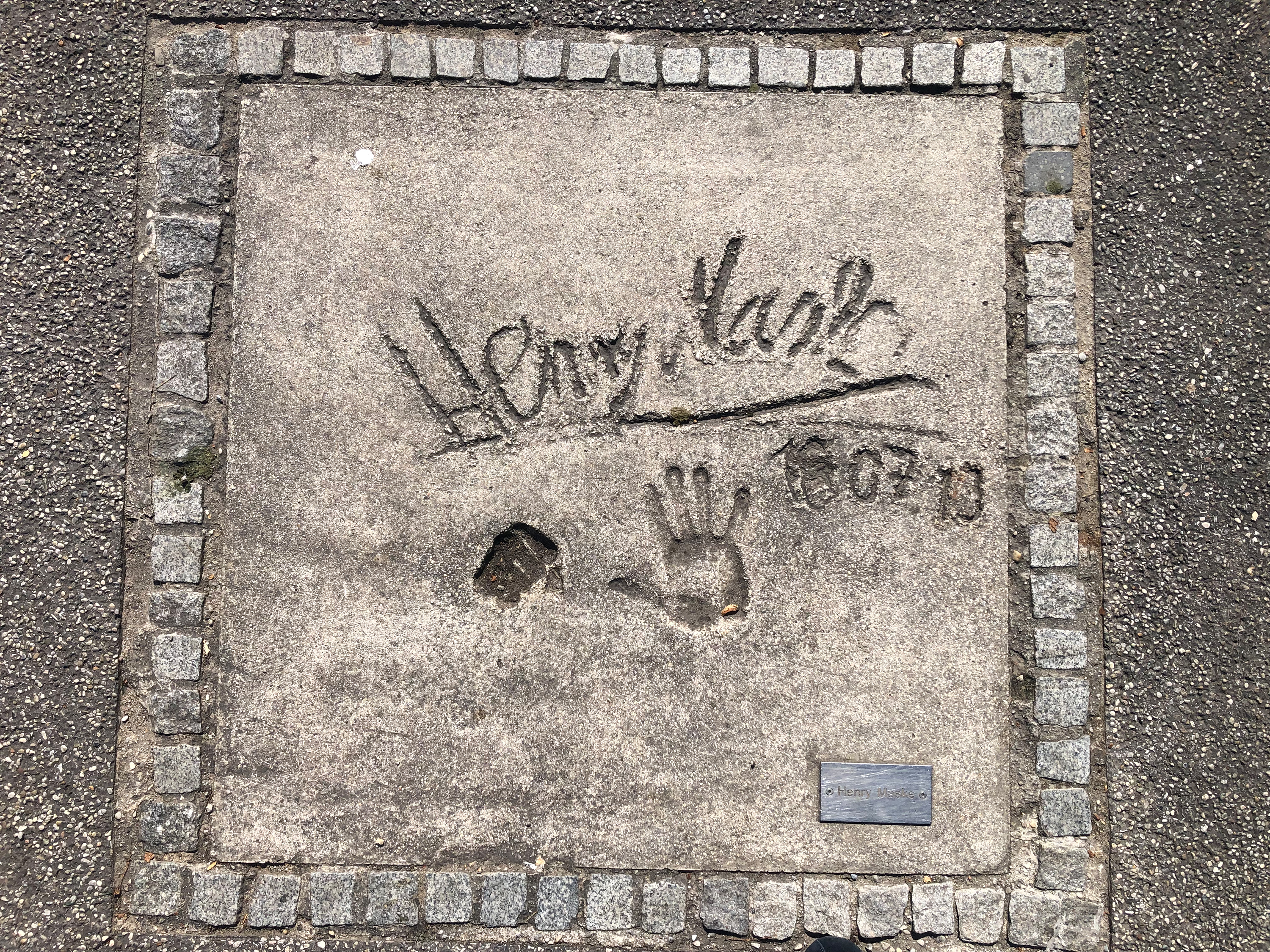
Le impronte e la firma di Maske nella Walk of Fame di Monaco

Professionista dal 1990, subito dopo la riunificazione tedesca. 
Mancino, è stato campione del mondo dei mediomassimi per la IBF dal 1993 al 1996. Ha difeso vittoriosamente il titolo mondiale ben dieci volte.  Nell'ottobre 1994 ha sconfitto per abbandono alla nona ripresa l'ex campione del mondo dei medi e supermedi Iran Barkley. Nel 1995 si aggiudicò ai punti un doppio confronto con il connazionale di origine italiana Graciano Rocchigiani, anch'egli ex campione mondiale dei supermedi. 
Subì la sua unica sconfitta in 32 match disputati da professionista contro lo statunitense Virgil Hill. Poi si ritirò temporaneamente dalla boxe. 
Nel 2007 a Monaco, dopo undici anni di inattività, affrontò nuovamente Hill - anch'egli quarantatreenne - e lo sconfisse ai punti in 12 riprese.
È stato ammesso a imprimere l'impronta delle sue mani e la firma nella Munich Olympic Walk of Stars dell'Olympiapark di Monaco di Baviera.

## Carriera cinematografica e televisiva

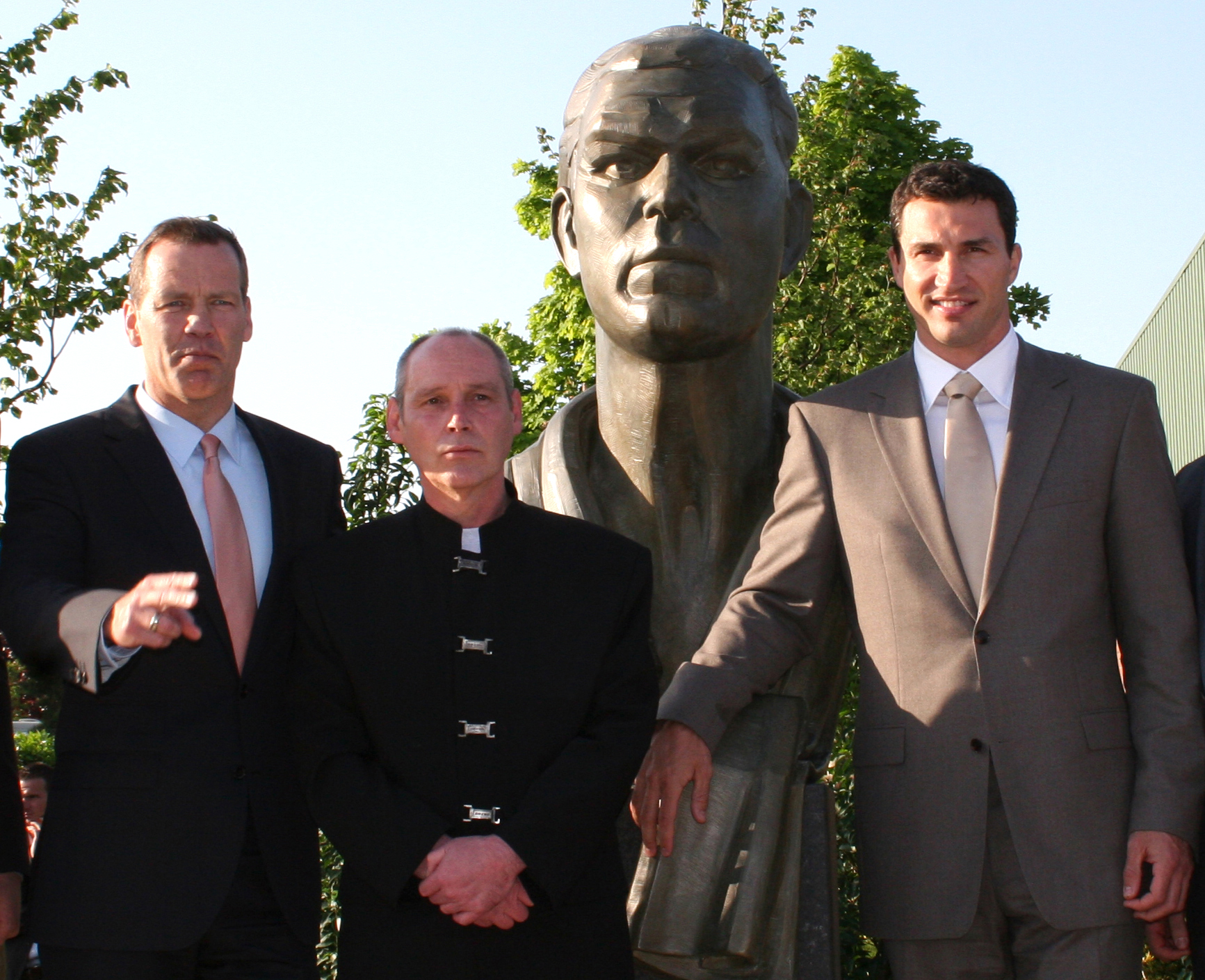
Maske (a sinistra), lo scultore Carsten Eggers e Vladimir Klitschko all'inaugurazione del monumento a Max Schmeling, 31 maggio 2010

Maske ha fatto alcune apparizioni televisive minori nel ruolo di attore nella TV tedesca. In particolare nella trasmissione RTL Samstag Nacht (1997) e in alcuni episodi delle serie Dann kamst du (2004) e Hammer & Hart (2007).
Nel 2010 ha interpretato il ruolo principale nel film biografico Max Schmeling, dedicato al grande pugile tedesco, campione del mondo dei pesi massimi negli anni trenta e protagonista di uno "storico" doppio confronto con Joe Louis. Per interpretare la parte Maske ha sostenuto diversi mesi di lezioni di recitazione. Le critiche sulla sua interpretazione, tuttavia, sono state in gran parte negative. 

## Riferimenti nella cultura di massa
Per il primo match con Virgil Hill (1996) Maske scelse come colonna sonora del suo addio al pugilato Time to say goodbye, versione inglese del brano Con te partirò che fu cantata in duo da Andrea Bocelli e Sarah Brightman. L'evento, seguito dai media di tutta la Germania, si chiuse con il saluto trionfale e commosso del beniamino sportivo, pur sconfitto. In Germania Time to say goodbye nella sola settimana successiva venderà trecentomila copie.